# Cimitero ebraico di Monaco di Baviera

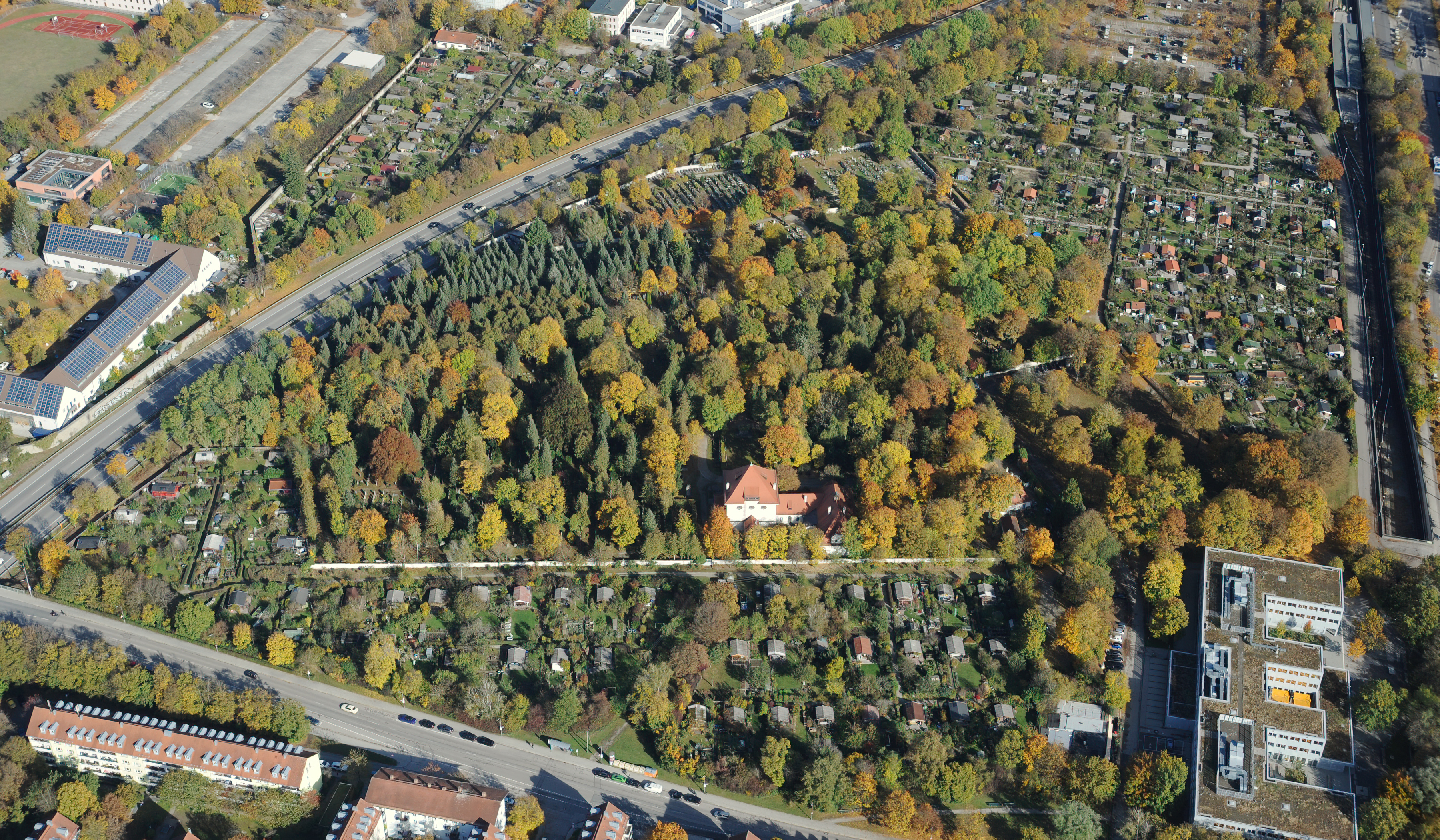
Vista aerea del cimitero ebraico di Monaco di Baviera

Il cimitero ebraico si trova nel quartiere di Freimann di Monaco di Baviera.

## Storia
Quando la capacità del vecchio cimitero ebraico fu esaurita ne venne costruito uno nuovo nel 1904 da Hans Grässel e inaugurato nel 1908.
Il cimitero è stato progettato per 10 000 tombe e attualmente ne contiene circa 8 000.
Molti i monumenti funebri in stile liberty o Art déco.
Le più recenti lapidi tombali spesso sono scritte in cirillico poiché molti degli ebrei monacensi erano immigrati dalla ex Unione Sovietica.
Un monumento ricorda le vittime della dittatura nazista, un altro è dedicato ai caduti ebrei della prima guerra mondiale.
Durante il nazismo un certo numero di ebrei monacensi sfuggì alla deportazione nascondendosi nel cimitero.
Tombe di personaggi celebri
- Kurt Eisner (1867-1919) politico socialista tedesco e primo presidente della Baviera
- Gustav Landauer (1870-1919) scrittore tedesco e filosofo dell'anarchismo
- Eugen Levine (1883-1919) Revoluzionario e politico del partito comunista tedesco